# 索洛維伊夫卡
50°11′53″N 29°32′48″E / 50.19806°N 29.54667°E
索洛維伊夫卡（烏克蘭語：Соловіївка）是烏克蘭北部的村莊，隸屬日托米爾州的日托米爾區。該村始建於1607年，面積34.65平方公里，海拔高度199米，2001年人口892，人口密度每平方公里25.74人。